# Tân Hưng, Đồng Nai
Tân Hưng là một xã thuộc tỉnh Đồng Nai, Việt Nam.
Xã Tân Hưng có diện tích 92,60 km², dân số năm 2015 là 12.597 người, mật độ dân số đạt 266 người/km².
1. ↑  16/1998/NĐ-CP
2. 1 2 3  "Mã số đơn vị hành chính Việt Nam". Bộ Thông tin & Truyền thông. Bản gốc lưu trữ ngày 24 tháng 3 năm 2013. Truy cập ngày 10 tháng 4 năm 2012.
3. ↑  Tổng cục Thống kê